# Criminal (canção de Britney Spears)
"Criminal" é uma canção da artista musical estadunidense Britney Spears, contida em seu sétimo álbum de estúdio Femme Fatale (2011). Foi composta e produzida por Max Martin e Shellback, com escrita adicional por Tiffany Amber. Após ouvir a faixa pela primeira vez, Spears sentiu ser diferente de tudo que havia escutado anteriormente. Ela divulgou um trecho da composição em 2 de março de 2011, antes do lançamento do disco. O tema foi lançado digitalmente em 30 de setembro de 2011 através da Jive Records, servindo como o quinto e último single do projeto, após vencer uma enquete promovida pela cantora em seu Facebook no qual seus fãs poderiam escolher entre "Criminal", "Inside Out" e "(Drop Dead) Beautiful".
Descrita pela cantora como uma de suas favoritas do álbum, "Criminal" é uma canção musicalmente derivada do pop e do soft rock cujo ritmo moderado é guiado por um violão, e incorpora uma melodia de flauta estilística do gênero folk. Gravada em julho de 2009 nos Maratone Studios em Estocolmo, a composição é considerada a única balada de Femme Fatale e é menos agressiva do que as outras faixas do material, sendo reminiscente a trabalhos de ABBA e Madonna. Nas letras da obra, Spears canta sobre estar apaixonada por um rapaz rebelde e fora da lei, implorando à sua mãe para que ela não se preocupe sobre seu relacionamento.
O número recebeu análises geralmente positivas de críticos musicais, os quais prezaram sua sensação orgânica e refrescante em comparação com as outras músicas de seu disco resultante. Após o lançamento de Femme Fatale, "Criminal" registrou entrada na 51ª posição da tabela sul-coreana Gaon Music Chart. Depois de ser comercializada como single, entrou em gráficos de países como Bélgica, Canadá, Dinamarca, Estados Unidos, França e Suíça. Obteve maior sucesso no Brasil, onde atingiu o topo dos periódicos Brasil Hot 100 Airplay e Brasil Hot Pop & Popular, finalizando o ano de 2012 como a nona música mais tocada no país.
Seu vídeo musical correspondente foi filmado entre os dias 17 e 18 de setembro de 2011 nas vizinhanças Dalston e Stoke Newington, adjacências de Hackney situadas em Londres, sob a direção de Chris Marrs Piliero. Lançado em 17 de outubro seguinte, o projeto retrata Spears terminado com seu ex-namorado durante uma festa da alta sociedade e entrando em um relacionamento perigoso com um bandido, interpretado por Jason Trawick, seu então parceiro na vida real. Antes de seu lançamento, oficiais londrinos criticaram a intérprete por filmar cenas com uma arma de brinquedo e glorificar a violência. O vídeo foi bem recebido criticamente, com profissionais descrevendo-o como o melhor de Femme Fatale e o comparam com filmes de Alfred Hitchcock, bem como com a gravação audiovisual de "We Found Love" da barbadense Rihanna, lançada dois dias depois após à de "Criminal".

## Antecedentes e capa
Em 2 de março de 2011, Spears postou em sua conta no Twitter um link para um teaser de 17 segundos da canção, considerando a canção como "uma das [suas] favoritas". Em uma entrevista para a Rolling Stone em março de 2011, Spears falou sobre as produções de Martin presente em Femme Fatale, dizendo, "Max teve um grande papel nesse álbum e ele esteve comigo desde o começo, então existe um grande nível de confiança. Ele entende exatamente o que eu falo quando eu digo a ele o que eu quero e não quero musicalmente".
Em agosto de 2011, Spears postou uma enquete em sua página do Facebook questionando os fãs sobre qual canção deveria ser lançada como quarto single de Femme Fatale, entre as opções constavam "Criminal", "Inside Out" e "(Drop Dead) Beautiful". Logo após o MTV Video Music Awards de 2011, Spears revelou que "Criminal" foi a escolhida como o próximo single do álbum. Ela também explicou que quando ouviu a canção, sentiu que era diferente, e diferente de tudo que ela tinha ouvido antes. A música será adicionada para as playlists convencionais de rádio nos Estados Unidos em 11 de outubro de 2011. A capa para o single foi lançada em 14 de setembro de 2011. Mostra Spears olhando à distância, com os cabelos ondulados caindo sobre suas costas nuas. Um misterioso homem de capuz também é destaque na capa. A imagem também apresenta uma tonalidade nas cores de vermelho e azul.

## Composição, estilo e letra
"Criminal" foi escrita por Max Martin, Karl Schuster, e Tiffany Amber, com produção de Martin e Shellback. Spears gravou seus vocais na Maratone Studios em Estocolmo, Suécia, enquanto os vocais de apoio foram fornecidos por Chau Phan. A faixa mais tarde foi mixada por Serban Ghenea na MixStar Studios em Virginia Beach, Virginia. É uma canção de tempo moderado, baseada na guitarra que incorpora uma melodia de flauta e de um estilo folk. Tem influências de músicas do ABBA e de álbuns como Ray of Light e American Life de Madonna. Carl Wilson, do Los Angeles Times disse que "Criminal" é "estranhamente campal entre o rock e a balada". Nos versos, Spears canta sobre estar apaixonada por um bandido, nas letras como "He is a hustler / He's no good at all / He is a loser, he's a bum, bum, bum, bum" e "He is a rebel with a tainted heart / And even I know this a'int smart". Durante o refrão, ela pede para sua mãe não se preocupar em versos como, "But mama im in love with a criminal" e "Mama please don't cry / I will be alright". Andrew Leahey do The Washington Times afirmou que tem relação com as letras de "Papa Don't Preach" de Madonna, enquanto David Bunachan do Consequence of Sound comparou com "Mama I'm in Love Wit' a Gangsta" do rapper Coolio.

## Recepção da crítica
"Criminal" recebeu geralmente críticas positivas dos críticos especializados. Genevieve Koski do The A.V. Club disse que "Inside Out", "Till the World Ends" e "Criminal" “adicionam uma textura para as ondas de 'parede a parede', de sintetizadores e baixo saque". Robert Copsey do Digital Spy fez uma boa crítica à canção onde classificou que apesar dos produtores do álbum estarem muito gastos, e o tema um pouco óbvio, a produção é brilhante, fascinante e — o melhor de tudo — divertida. O Samesame.com.au disse que após onze faixas repletas de truques de produção, é interessante saber que o álbum termina com uma guitarra impulsionada. E depois declarou que a canção lembra a era de American Life de Madonna. O site também adicionou: "Pense em uma mistura de 'Love Profusion' e 'Intervention', com uma melhor produção e sem a metade do sermão". Katherine St Asaph do Popdust alegou que a canção tem um sentido mais lírico do que "Judas", acrescentado que "Criminal" é mais vulnerável do que seus singles mais recentes, o que provavelmente é um bom passo na sua carreira. Rudy Klapper do Sputnikmusic comentou que a canção não é exatamente o estilo progressiva de Janelle Monae [sic], mais é cativante e interessante.
Gary McGinley do No Ripcord afirmou que Femme Fatale é tão "sintetizado" que ouvir as notas de guitarra em "Criminal" e "He About to Lose Me" [do Deluxe Edition] é refrescante”. Natalie Shaw do BBC online observou que "Criminal" "com suas letras adolescentes [...] acima de uma melodia de flauta como de um conto de fadas e um ritmo tão de verão consegue se libertar completamente do resto do álbum". Keith Caulfield da Billboard em revisão ao álbum, constatou que as letras são metálicas e às vezes “desajeitadas”. Também observou que a canção é uma montagem mais próxima de um álbum quase completamente excelente.

## Desempenho comercial
Após o lançamento de Femme Fatale, "Criminal" atingiu a posição de número cinquenta e um na parada internacional GAON da Coreia do Sul, atingindo a posição de número trinta e sete na semana seguinte.

## Videoclipe

Britney e seu ex namorado, Jason Trawick, se beijando no clipe

Após o MTV Video Music Awards de 2011, Spears disse à MTV News que ela tinha pensado em um conceito para o vídeo "apenas para torná-lo interessante". Spears declarou que o vídeo será filmado em Londres. Em 06 de setembro de 2011, Spears anunciou através de seu Twitter que ela tinha decidido filmar o vídeo "nas antigas ruas da Inglaterra quando eu chegar lá". O vídeo foi filmado em Dalston, um distrito de Londres, no fim de semana de 17 de setembro de 2011. A MTV UK informou que o vídeo foi dirigido por Chris Marrs Piliero, que também dirigiu o videoclipe de "I Wanna Go". Fotos de Spears e seu ex namorado Jason Trawick no set de filmagem do vídeo foram postados online. Ambos estavam saindo de uma loja de conveniência enquanto portavam armas. O vídeo foi lançado no dia 20 de outubro de 2011. Políticos londrinos criticaram o vídeo devido ao uso de armas no clipe. Na gravação, Spears aparece com uma arma de brinquedo.

## Créditos
Créditos adaptados do encarte de Femme Fatale.
| - Britney Spears – vocal principal - Max Martin – composição, produção e teclados - Shellback – composição, produção, teclados e guitarra - Tiffany Amber – composição | - Chau Phan – vocal de apoio - John Hanes – engenharia - Tim Roberts – engenharia - Serban Ghenea – mixagem de áudio |

## Desempenho nas tabelas musicais

### Posições
| Parada (2011)                               | Melhor posição |
| ------------------------------------------- | -------------- |
| Armênia (IFPI)                              | 9              |
| Bélgica (Ultratop 50 Flandres)              | 38             |
| Bélgica (Ultratop 40 Valônia)               | 24             |
| Brasil - Billboard Brasil Hot 100           | 1              |
| Brasil - Billboard Brasil Hot Pop           | 1              |
| Canadá - Canada Singles Top 100             | 17             |
| Coreia do Sul (Parada internacional) - GAON | 37             |
| Croácia (Airplay Radio Chart)               | 23             |
| Dinamarca (Hitlisten)                       | 39             |
| Eslováquia (Rádio Top 100)                  | 8              |
| Espanha (PROMUSICAE)                        | 46             |
| Finlândia - Finland Singles Top 20          | 11             |
| França - SNEP                               | 13             |
| Israel (Media Forest)                       | 4              |
| República Checa (Rádio Top 100)             | 6              |
| Rússia (EMI)                                | 6              |
| Suécia (Sverigetopplistan)                  | 36             |
| Suíça (Schweizer Hitparade)                 | 33             |
| Estados Unidos - Billboard Hot 100          | 55             |
| Estados Unidos - Billboard Dance Club Songs | 41             |
| Estados Unidos - Billboard Pop Songs        | 19             |

### Certificações
| País                  | Certificação |
| --------------------- | ------------ |
| Estados Unidos (RIAA) | Platina      |